# Manometria esofagea
La manometria esofagea è un esame clinico di ambito gastroenterologico, eseguito per studiare la fisiopatologia esofagea attraverso la valutazione della pressione intraesofagea nei vari settori del suo lume.
L'esame è solitamente eseguito nell'ambito della valutazione dei quadri clinici di disfagia e, occasionalmente, di reflusso gastro-esofageo (GERD/MRGE) o di altre patologie del tratto gastroenterico superiore, principalmente al fine di verificare eventuali anomalie motorie dell'esofago (discinesie).

## Esecuzione
L'esame standard dura circa 30-40 minuti, e viene svolto solitamente in modalità ambulatoriale. Non è possibile eseguire sedazione (ad es., con benzodiazepine), perché, oltre ad essere necessaria la collaborazione del paziente durante tutto l'esame, l'effetto miorilassante della sedazione interferirebbe con la motilità esofagea che è l'oggetto di studio.
Il paziente, digiuno, riceve una blanda anestesia topica nelle coane nasali; seduto, gli viene inserito delicatamente un sottilissimo catetere all'interno delle stesse, che viene spinto in rinofaringe e quindi in orofaringe. A questo punto, il catetere viene sospinto in esofago attraverso lo sfintere esofageo superiore (SES); il passaggio, che nella maggior parte dei casi crea un certo fastidio (conati a vuoto, dovuti ai riflessi ipofaringei), viene spesso facilitato attraverso la suzione di piccoli sorsi d'acqua tramite una cannuccia. Una volta entrato il catetere in esofago, il fastidio diminuisce notevolmente. 
Il catetere viene fatto scendere fino allo sfintere esofageo inferiore (SEI), e poi ritratto leggermente fino a identificare il punto di variazione della pressione intraesofagea (linea Z). A questo punto il paziente viene fatto stendere su un lettino, ed inizia la valutazione. Attraverso le rilevazioni del catetere continuamente registrate da un computer, vengono valutate le anomalie motorie e pressorie, la propagazione delle onde di peristalsi, etc. La valutazione viene effettuata facendo eseguire al paziente una serie di deglutizioni secche (a vuoto) o umide (5 cc. d'acqua, assunti tramite una siringa), che permettono lo studio dettagliato delle varie fasi della motilità di tutti i settori esofagei.
Al termine dell'esame il paziente viene fatto sedere ed il catetere estratto delicatamente. A questo punto il paziente può riprendere la sua normale attività lavorativa, senza alcun problema. Nelle ore seguenti può occasionalmente manifestarsi una leggera congestione nasale, o una leggerissima algia faringea di breve durata.

## Analisi dei dati ed uso clinico
I dati raccolti dal sistema di rilevazione vengono rielaborati informaticamente, ed in base ai patterns pressori e motori, rilevati nel corso dell'esame, possono essere riconosciuti particolari assetti patologici (Acalasia, Spasmo esofageo diffuso, etc.), a volte fondamentali per porre correttamente la diagnosi.
Per questo motivo, la Manometria Esofagea è un esame particolarmente utile nella valutazione della patologia esofagea, in particolare se questa si manifesta con sintomatologia di tipo disfagico.
L'esame, se eseguito correttamente, è sicuro e non è assolutamente doloroso; è solo fastidioso per la sensazione di corpo estraneo in gola (che è comunque in parte soggettiva, e può variare molto da persona a persona).
Molto spesso (oltre alla classica Esofagogastroduodenoscopia - EGDS), si associa all'esecuzione della Manometria Esofagea anche la pH-metria Esofagea: al termine del primo esame vengono inseriti i cateteri del pH-metro, che devono però restare in posizione per 24 ore, collegati ad un rilevatore portatile. L'integrazione dei risultati dei due esami permette una valutazione completa della fisiopatologia dell'esofago, della sua funzionalità motoria, e dell'entità ed intensità degli eventuali reflussi acidi.

## Manometria 24H
Più recentemente, ha iniziato a diffondersi anche la pratica della "Manometria 24H"; similmente a quanto avviene per la pH-metria esofagea, si prolunga l'esame per 24 ore, tramite l'utilizzo di una sonda apposita. La sonda, composta da un catetere con tre  o più sensori pressori distanziati di 5 cm l'uno dall'altro, e da un rilevatore-registratore esterno, viene posizionata spesso in congiunzione con quella del pH-metro.
L'uso continuativo per 24 ore, durante le quali il paziente si muove, mangia, lavora e dorme in maniera simile a quella della propria normale quotidianità, permette di rilevare una quantità di dati molto maggiore sui processi discinetici della motilità esofagea, correlandoli con i vari tipi di attività svolta e le funzioni alimentari, e mettendoli in corrispondenza con le contemporanee rilevazioni ph-metriche per un ampio periodo di tempo.
La Manometria 24H viene utilizzata laddove l'esame manometrico classico non fornisca informazioni sufficientemente chiare sui processi discinesici eventualmente correlati ad una sintomatologia esofagea di tipo disfagico.

## Manometria ad Alta Risoluzione (HRM)
La High-Resolution Manometry consiste in uno sviluppo tecnologico della manometria classica, avvenuto negli ultimi anni, ed ottenuto attraverso l'uso di strumentazioni manometriche dotate di un elevato numero di sensori (e del relativo software di analisi). 
L'utilizzo di manometri con barosensori digitali posizionati a circa 1 cm di distanza l'uno dall'altro, e disposti contemporaneamente per tutto il corpo esofageo, permette infatti di rilevare i dati pressori e dinamici dell'esofago con risoluzione, precisione e sensibilità molto maggiori rispetto alla manometria classica; si velocizza così l'esecuzione dell'esame, e se ne migliora in maniera significativa la capacità di discriminazione clinica delle sindromi discinetiche di più complesso inquadramento diagnostico.